# 迪士尼站 (上海市)
迪士尼站位于上海市浦东新区川沙新镇上海迪士尼度假区星愿湖北侧，是上海軌道交通11號線三期的一個地下車站。车站总建筑面积4万余平方米，为浅埋式地下一层14米宽双岛式站台车站。于2016年4月26日10时起开通试运营。建設中轨道交通21号线也会经过本站，届时本站将成为11号线与21号线的换乘站。

## 车站结构

### 设计特色
迪士尼站站房长646.9米、宽44.6米、高6.6米，总建筑面积约4万平米。车站结合场地地形，利用原有的2米高差将车站设计成一个浅埋式的、屋顶全绿化覆盖的建筑，站厅顶板上方将有1500平米绿化种植覆土。
迪士尼站室内设计由华东建筑设计研究院有限公司负责。整体室内设计的灵感来源于中国传统的剪纸艺术，同时与迪士尼的经典卡通形象结合在一起。比如车站装饰墙内米奇与祥云的结合、外立面的门钉；车站大量使用类似与水立方的气膜的材料来装饰雨棚和吊顶，以达到节能、梦幻的效果。站台及楼梯区域以黑白色调为主，为表现迪士尼的早期黑白动画历史；而站厅层的色彩鲜艳，在正中央还有使用彩色剪纸表现迪士尼元素的大型雕塑，高度达3米。

### 车站楼层
| 地面层   | 站厅及出入口       | 1-4出入口、票务服务、自动售票机、人工服务台 |  |  |
| 地下一层 | ①站台              | █ 11号线 往嘉定北或花桥（康新公路）         |  |  |
|          | 岛式站台，左侧开门 |                                             |  |  |
|          | ②站台              | █ 11号线 终点站 落客站台                    |  |  |

### 站厅
迪士尼站站厅位于地面，设有售票处，商店以及服务台。值得一提的是，车站检票闸机为双向门式闸机，即在必要时可通过调整闸机通过方向大道缓解大客流人口压力的效果。

### 站台
迪士尼站站台位于地下一层，为双岛式站台，11号线站台部分已启用，21号线部分未启用。

### 出入口
迪士尼站共有4个出入口，其中1、3号口仅供进站使用，2、4号口仅供出站使用，各出入口如下所示：
| 出口编号                      | 出口指示               | 照片 |
| ----------------------------- | ---------------------- | ---- |
| 1 · 出口 · （设有无障碍通道） | 迪士尼乐园（仅供进站） |      |
| 2 · 出口                      | 星愿公园（仅供出站）   |      |
| 3 · 出口 · （设有无障碍通道） | 申迪东路（仅供进站）   |      |
| 4 · 出口                      | 公交枢纽（仅供出站）   |      |
| 图例： 设有无障碍通道         |                        |      |

## 运营状况

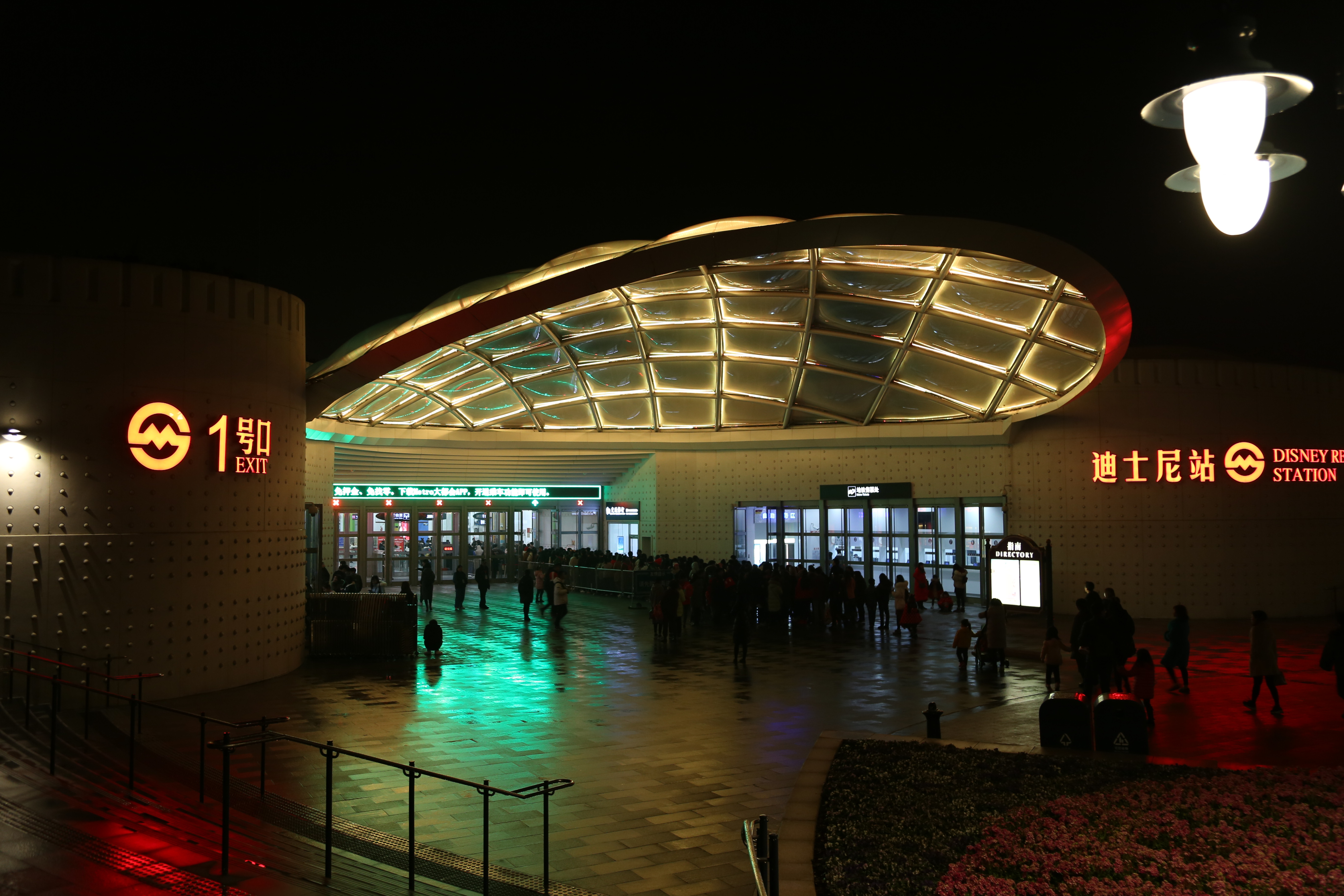
烟花结束半小时后的迪士尼站高峰客流

目前迪士尼站运行间隔平峰为5-7分钟，高峰期约为3分20秒。车站客流与上海迪士尼樂園密切相关，呈现“潮汐式”客流，即早上多出站（入园）客流，夜间尤其是当迪士尼乐园烟火秀结束后多进站客流。当车站站台聚集人数超过1500人时，车站方面将开启限流程序，暂时停止乘客进站。同时为防止过多客流排队导致末班车延误，出站口车站广播乃至11号线列车上都有“提前购票”的广播提示。

## 歷史
上海迪士尼乐园规划于2009年获得中国有关部门批准；上海軌道交通11號線二期为交通大学至罗山路站，三期为迪士尼段。2012年12月，11号线三期工程（罗山路至迪士尼乐园段）规划获得国家发改委批准，计划设秀沿路站、康新公路站和迪士尼乐园站三站。
2013年11月17日24时，上海迪士尼站最佳设计方案网上投票结束，最终在6个方案中，方案2“属于你的梦幻之旅”人气最高，获得了49.9%的得票率。该方案着重于突出迪士尼的梦幻特质。迪士尼站的最后设计方案将在此方案的基础上进行改进。2014年12月10日站名由迪士尼乐园站改為迪士尼站。
2016年4月26日10时，上海轨道交通11号线康新公路站至迪士尼站段开通运营。

## 未来发展

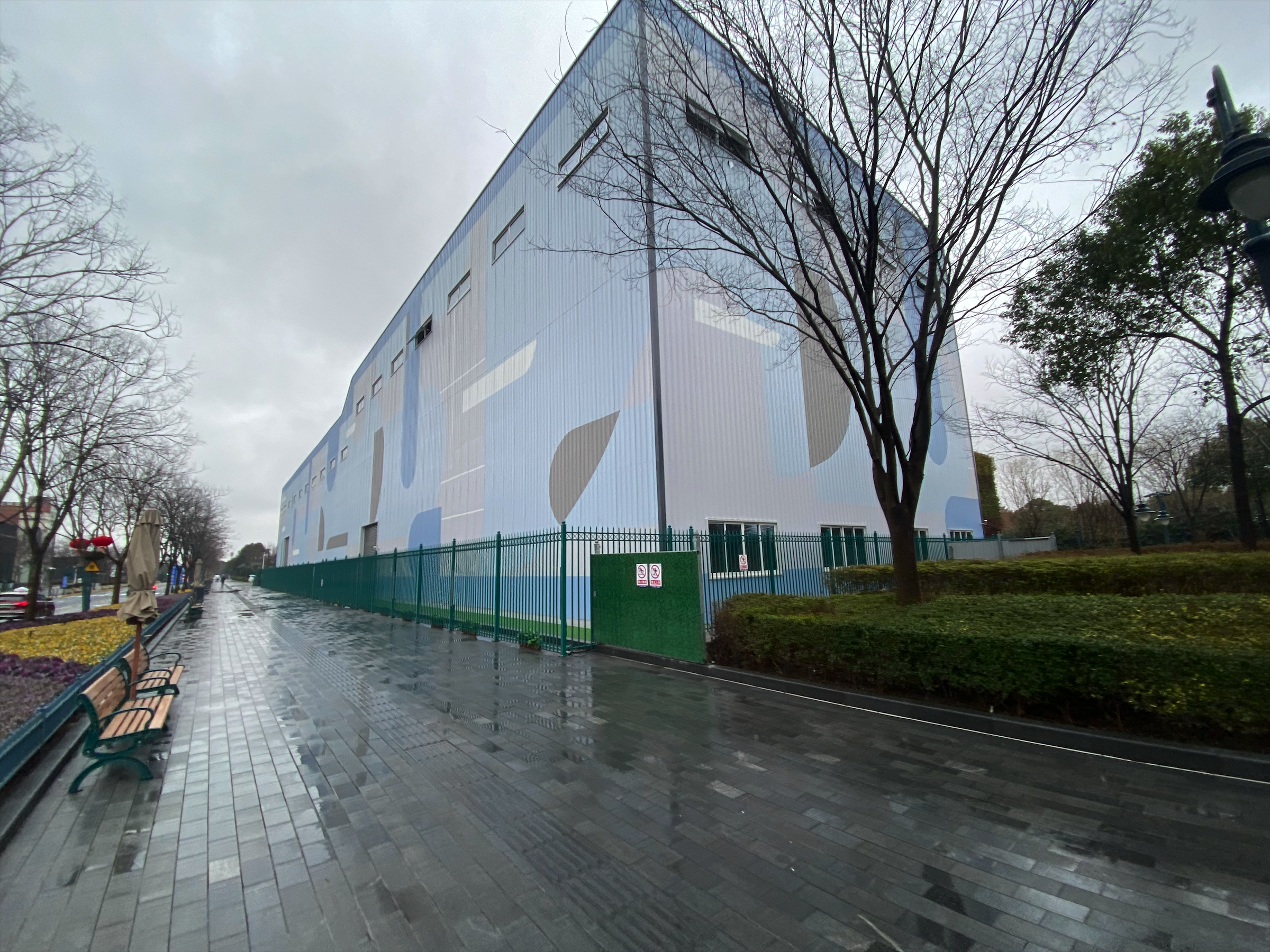
位于11号线站体东侧的21号线盾构井工地

21号线预计于2026年开通运营，本站将成为11号线与21号线的换乘站。